# Am Loderanger 3 (Nördlingen)

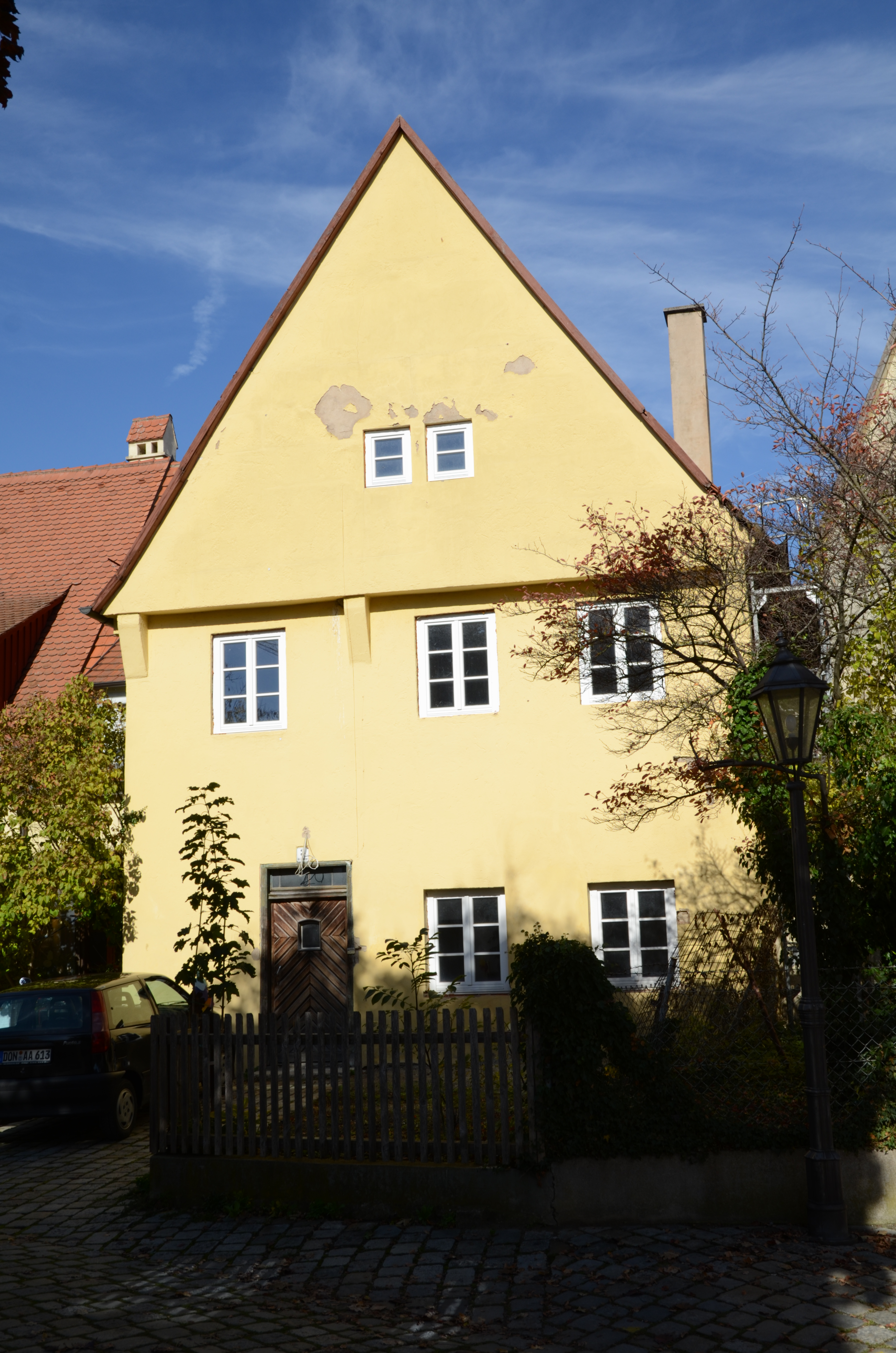
Fachwerkhaus Am Loderanger 3 in Nördlingen

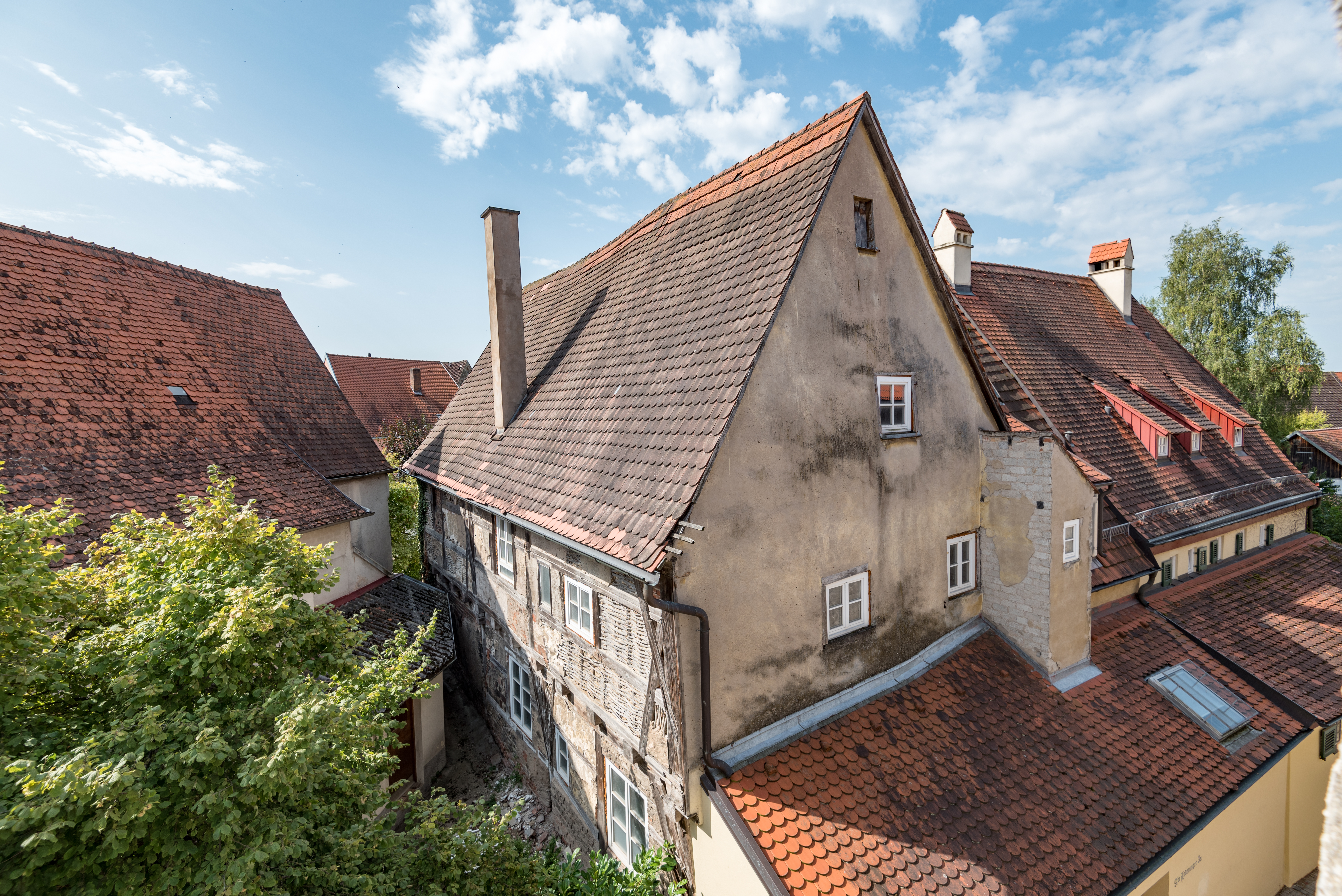
Rückseite vor der Renovierung (2015)

Das Gebäude Am Loderanger 3 in Nördlingen, einer Stadt im schwäbischen Landkreis Donau-Ries in Bayern, wurde um 1468 errichtet. Das Fachwerkhaus ist ein geschütztes Baudenkmal.
Das ehemalige Lodweberhaus ist ein zweigeschossiger Satteldachbau mit vorkragendem Giebelgeschoss und überwiegend verputztem Fachwerk mit teilweise Flechtwerk aus der Entstehungszeit.
Im Erdgeschoss sind die Eckständer mit zweifach angelegten Kopfbändern versehen; das Fachwerk im Obergeschoss besteht aus verblatteten Scherenstreben.